# (467278) 2016 EF192
(467278) 2016 EF192 es un asteroide perteneciente al cinturón de asteroides, descubierto el 11 de mayo de 2008 por el equipo Spacewatch desde el Observatorio Nacional de Kitt Peak (Arizona, Estados Unidos).